# Xylographus gibbus
Xylographus gibbus es una especie de coleóptero de la familia Ciidae.

## Distribución geográfica
Habita en Colombia.